# Jeskyně Lechuguilla
Veřejnosti nepřístupná jeskyně Lechuguilla v národním parku Carlsbadské jeskyně v Novém Mexiku je uváděna jako sedmá nejdelší jeskyně na světě (čtvrtá nejdelší v USA po Mamutí jeskyni, Jeskyni klenotů a Větrné jeskyni) s délkou 222,572 km a nejhlubší jeskyní v USA (hluboká 488,9 m). Jeskyně je nejproslulejší svoji zvláštní geologií, jedinečnými krasovými formami a jejich zachovalostí.
Jeskyně byla objevena v roce 1986 (byť ve vchodových partiích se na počátku 20. století těžilo guano). Od té doby byly jeskyňáři prozkoumány desítky kilometrů chodeb a dómů. Objevil se dokonce článek o propojení jeskyně s Carsbadskými jeskyněmi, ale ukázal se jako nepravdivý.
V této obří vápencové jeskyni se nachází velké množství sádrovcových a sirných usazenin. Nachází se zde šestimetrové sádrovcové záclony, pětimetrová brčka, jeskynní perly a další zvláštní formace.
Lechuguilla je druh agáve hojně rostoucí poblíž vchodu do jeskyně.